# Mitrephora vittata
Mitrephora vittata är en kirimojaväxtart som beskrevs av Weeras. och Richard M.K. Saunders. Mitrephora vittata ingår i släktet Mitrephora och familjen kirimojaväxter. Inga underarter finns listade i Catalogue of Life.